# Bari Ferenc
Bari Ferenc (Csongrád, 1954. szeptember 2. –) magyar orvos-biológiai mérnök, egyetemi tanár. Az orvostudományok kandidátusa (1995), a Magyar Tudományos Akadémia doktora (2001).

## Életpályája
Általános és középiskolai tanulmányait Csongrádon végezte el. 1974–1978 között a Budapesti Műszaki Egyetem Villamosmérnök Karának Műszer- és irányítástechnika szakán okleveles villamosmérnök lett. 1978–1982 között tanszéki mérnök volt az Élettani Intézetben. 1979–1982 között a Szegedi Orvostudományi Egyetemen orvos-biológiai egyetemi doktorátust tett. 
1979–1982 között elektronikai alapismereteket oktatott a JATE Kísérleti Fizika Intézetében. 1983–1988 között egyetemi tanársegédként dolgozott. 1989–1990 között tudományos ösztöndíjas volt az NSZK-ban. 1991–1994 között tudományos munkatárs volt.1995–1998 között tudományos főmunkatársként tevékenykedett, ebből 2  és fél évet az Amerikai Egyesült Államokban dolgozott. 
1998-ban habilitált a Szent-Györgyi Albert Orvostudományi Egyetemen. 1999–2002 között egyetemi docens volt. 2002–ben kapott egyetemi tanári kinevezést az SZTE Általános Orvostudományi Kar Élettani Intézetbe. 2009-től 2019-ig  tanszékvezető egyetemi tanár az Orvosi Fizikai és Orvosi Informatikai Intézetben. 2014–2018 között az Általános Orvostudományi Kar dékánja volt.

## Díjai
- Széchenyi Professzori Ösztöndíj (1999-2002)
- Fulbright Ösztöndíj (2003, Wake Forest University, USA)
- Mestertanár Aranyérem (2009)[3][4]
- Kiváló TDK Témavezetők (2011)[5]
- Csongrád díszpolgára (2017)[6]
- A Kar Kiváló Tudományos Diákköri Oktatója (2011, 2018)[5]
- Fisher-díj (2018)[7]